# Ivan Semjonovič Ževahov
Knez Ivan Semjonovič Ževahov (rusko Иван Семенович Жевахов; gruzinsko ივანე ჯავახიშვილი), ruski general gruzinskega rodu, * 1762, † 1837.
Bil je eden izmed pomembnejših generalov, ki so se borili med Napoleonovo invazijo na Rusijo; posledično je bil njegov portret dodan v Vojaško galerijo Zimskega dvorca.

## Življenje
Leta 1775 je pričel z vojaško službo kot kadet v ukrajinskem huzarskem polku. Leta 1786 je bil povišan v zastavnika ter postal polkovni oskrbnik.
Udeležil se je bojev proti zakubanskim Čerkezom (1777), Turkom (1789-91) in Poljakom (1792). 12. novembra 1800 je bil povišan v polkovnika. Ponovno se je odlikoval v bojih proti Francozom (1806-07), zaradi česar je bil 20. maja 1808 imenovan za poveljnika Ahtirskega huzarskega polka ter 31. januarja 1811 za poveljnika Sepuhovskega dragonskega polka.
8. aprila 1813 je bil povišan v generalmajorja. 31. januarja 1817 je bil na lastno željo upokojen. Do konca življenja je živel v Odesi.